# بيسامبيرج
بيسامبيرج (بالألمانية: Bisamberg) هي بلدة في منطقة كورنوبورغ في ولاية النمسا السفلى.